# 제트팩

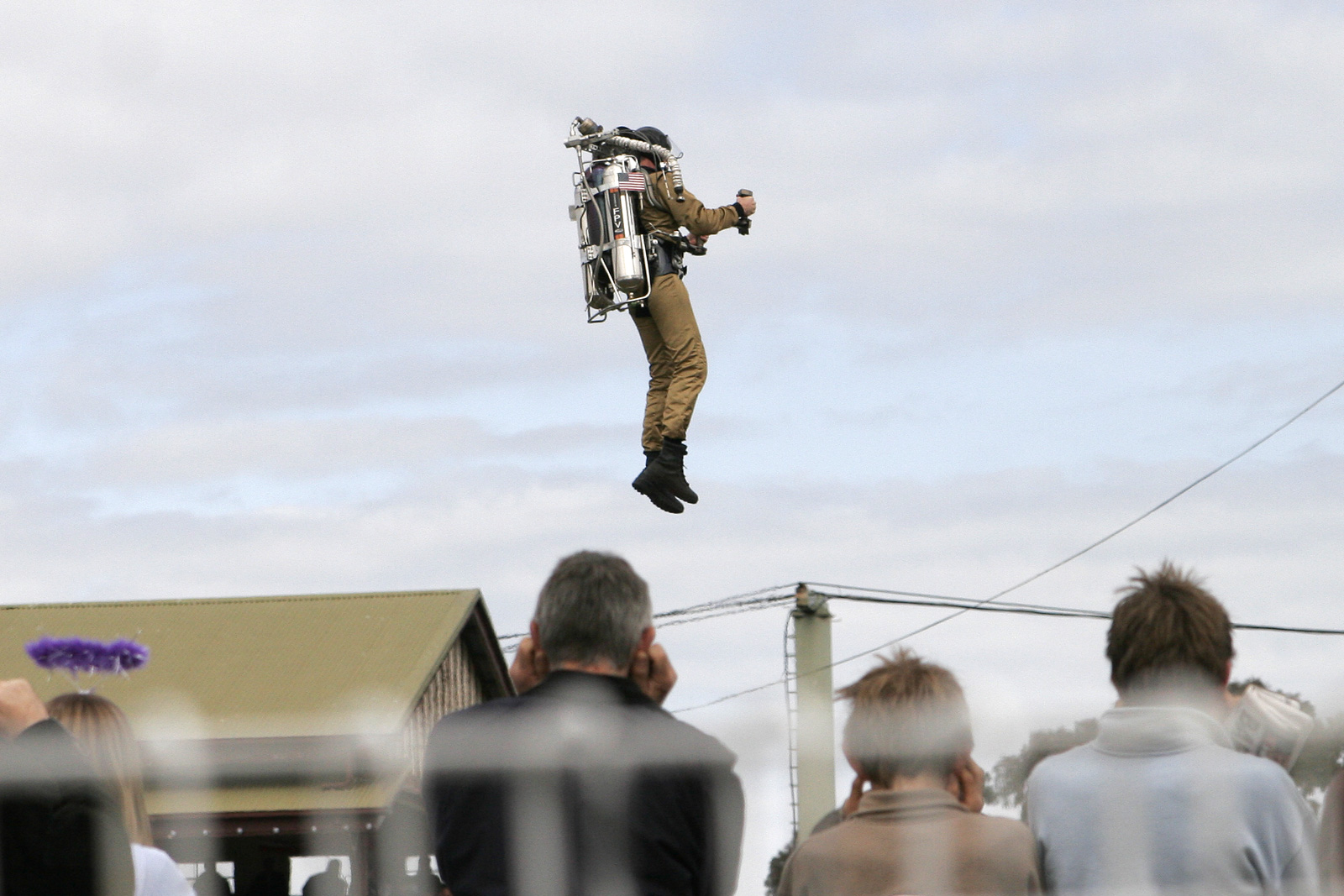
제트팩(로켓벨트)을 착용하고 비행하는 댄 슐런드(Dan Schlund)

제트팩(jet pack), 로켓 벨트(rocket belt), 로켓팩(rocket pack) 또는 비행팩(flight pack)은 분류(제트)를 사용하여 착용자를 공중으로 이동시키는, 배낭으로 착용하는 장치이다. 이 개념은 거의 한 세기 동안 SF에 등장해 왔으며, 최초로 작동하는 실험 장치는 1960년대에 시연되었다.
제트팩은 다양한 메커니즘을 이용하여 개발되어 왔지만 지구의 대기, 중력, 극한 연료의 낮은 에너지 밀도, 비행에 적합하지 않은 인체 등의 요인으로 인해 그 용도가 제한되어 있으며 주로 묘기용으로 사용된다.
제트팩은 무중력 상태이고 궤도에서 마찰을 생성하는 대기가 없기 때문에 우주비행사의 차량 외부 활동에 실용적으로 사용되었다. 제트 슈트라는 용어는 기동성을 높이기 위해 팔에 부착된 제트 팩과 관련 제트를 통합하는 시스템(예: 다이달로스 플라이트 팩)에 사용된다.

## 같이 보기
- 윙슈트